# Пародонт

Пародо́нт (др.-греч. παρα- — около, ὀδούς — зуб) — комплекс тканей, окружающих зуб и удерживающих его в альвеоле, имеющих общее происхождение и функции. Его составляющими являются дёсны, периодонт, цемент зуба, надкостницу и альвеолярные отростки. Ткани пародонта снабжает артериальной кровью челюстная артерия, ветвь наружной сонной артерии. Пародонт иннервируют средняя и нижняя ветви тройничного нерва, в связи с большим количеством рецепторов он является обширной рефлексогенной зоной. Пародонт составляет так называемый опорно-удерживающий аппарат зубов.
Впервые специальный термин для обозначения комплекса околозубных тканей «амфодонт» предложил Н. И. Несмеянов в 1905 г. Однако распространение получил термин «пародонт», предложенный Виснером (Wiessner) в 1908 г.
В стоматологической практике лечение пародонта относится к сфере Пародонтологии.
Пародонтология занимается лечением пародонта — десневых тканей вокруг зуба, благодаря которым зуб держится и не выпадает. Также пародонтология лечит заболевания альвеолярной кости и перицемента, в том числе пародонтит, пародонтоз, гингивит, различные кисты.